# Nový trajektový terminál Klaipėda
Nový trajektový terminál Klaipėda, litevsky Naujoji perkėla, je přístav lodního trajektu v Klaipėdě v okrese Klaipėda v západní Litvě. Geograficky se nachází na pobřeží Kuršského zálivu v Klaipėdském kraji v nížině Pajurio žemuma (Příbaltské nížině). Trajekt je určen pro automobilovou dopravu, cyklisty a pěší a obousměrně spojuje Nový trajektový terminál Klaipėda s Novým trajektovým terminále Smiltynė na Kuršské kose. Trasa trajektu má délku cca 600 m.

## Další informace
Terminál byl postaven v roce 2014 a pojme až tři lodě. Součástí trajektu je také molo, rozhledna a kavárna. Převoz trajektem je zpoplatněn.

## Galerie

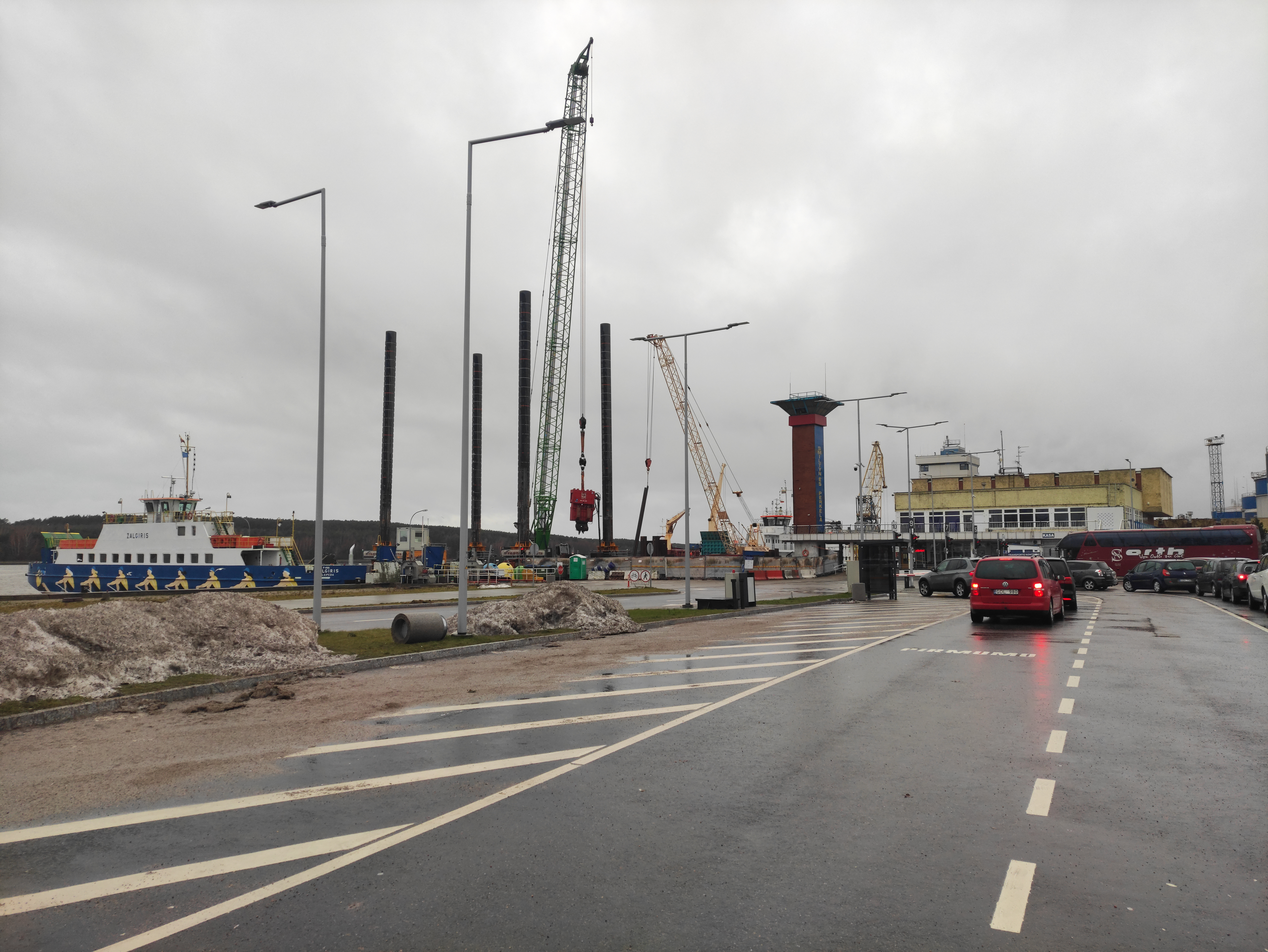
Terminal Klaipėda
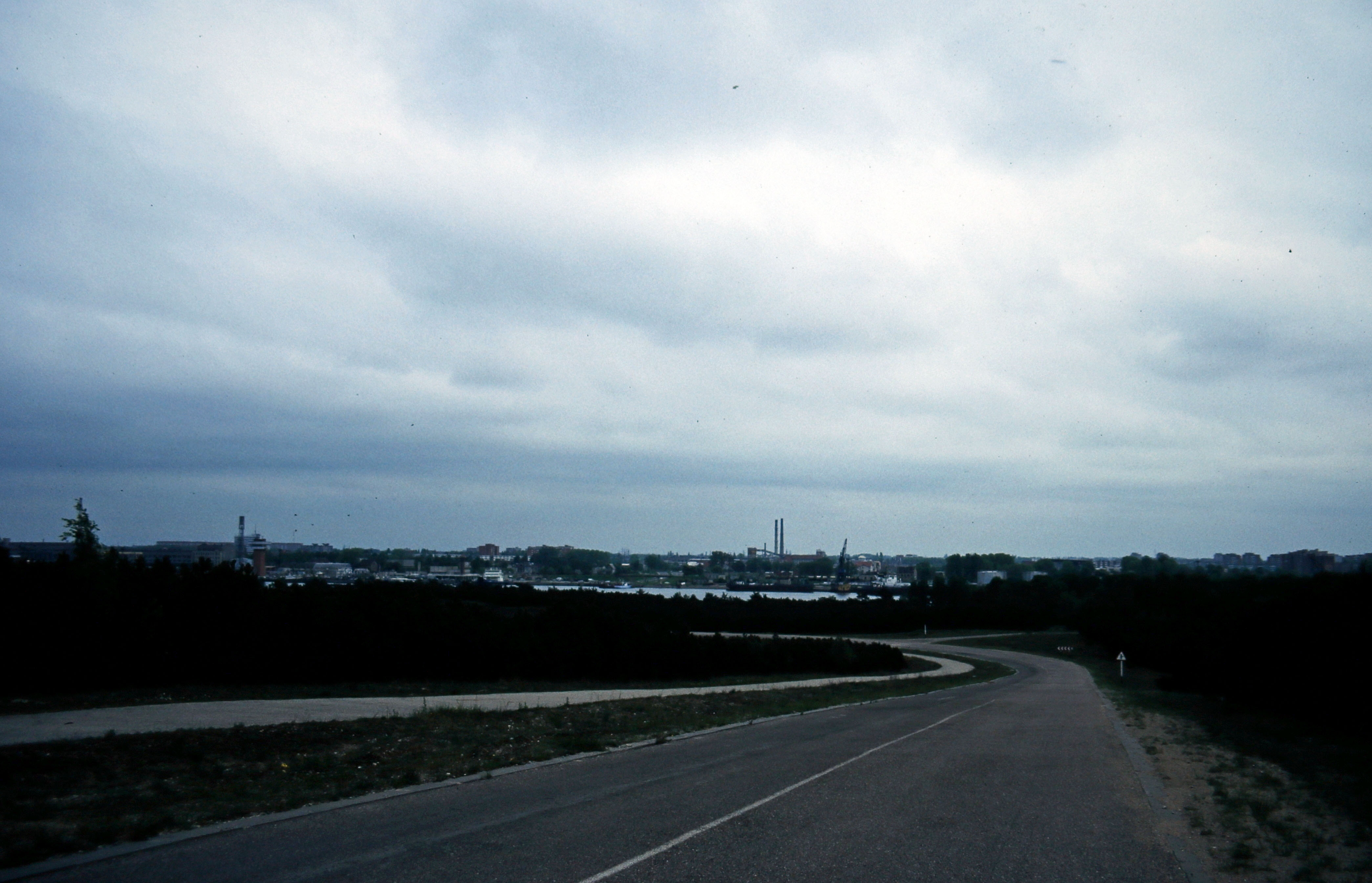
Silnice vedoucí k trajektu